# 革命武装力量 (古巴)
革命武装力量（西班牙語：Fuerzas Armadas Revolucionarias，缩写为FAR），原名革命军事力量（Fuerzas Militares Revolucionarias），是古巴的正规军。1961年12月2日，正式成立。2006年，军费占古巴国内生产总值的3.8%。，装备得到中華人民共和國和朝鮮民主主義人民共和國的供应。古巴是一个长期实行义务兵役制的国家，年满17岁的男青年均有服兵役的义务。服役期1年或2年，长度取决于是否被高等教育机构录取。年满17岁的女性公民如果自愿，并符合军队需要，也可参军服现役。
菲德尔·卡斯特罗曾建立起仅次于巴西军队的拉美第二大武装力量。从1975年到1980年代末，苏联的军事援助使古巴提升了军事能力，使古巴军队有能力参与支援亚非拉国家左翼反对派或政权的行动。但随着苏联解體，古巴失去军援，被迫裁军，军人人数由1994年的23.5万人缩减到2011年的约8.5万人。从此，军队除支援国家经济建设外，还直接开办企业，其目的在于减轻政府的军费负担，并给予老一辈无产阶级革命家和高级军官提供适度的经济好处以维系军内团结。古巴革命武装力量使用的苏制武器和本国开发的轻武器与美军装备的差距正在扩大。
古巴陆军2007年的兵力为3.8万人。部队可得到一个空防高炮团和一个地对空导弹旅的支援。地面部队的主要武器装备包括900辆苏制T系列坦克、700辆装甲运兵车、500门机动火炮等。古巴军队还拥有多种导弹，其中包括防空军装备的300枚苏制地对空导弹。古巴空军的员额约八千人，编为6个飞行中队，装备110架米格系列战斗机和45架攻击直升机。古巴海军约有三千军人，只有一些小型舰只，包括一支550多人组成的海军陆战队。此外还有准军事部队共110余万人，其中地方民兵100余万人、劳动青年军6.5万人、民防部队5万人、国家保安队2万人、边防警卫队6500人。

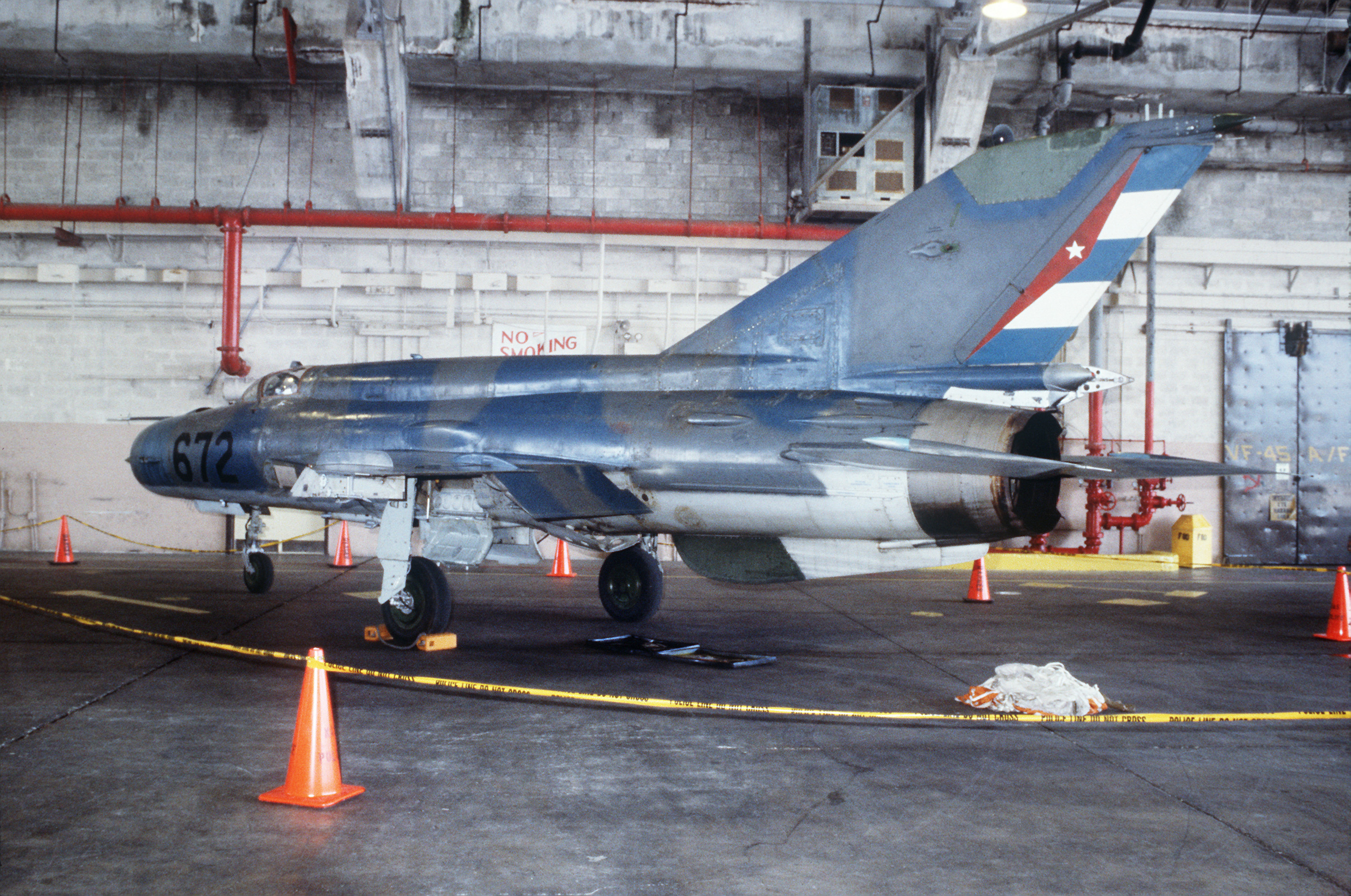
米格-21戰鬥機
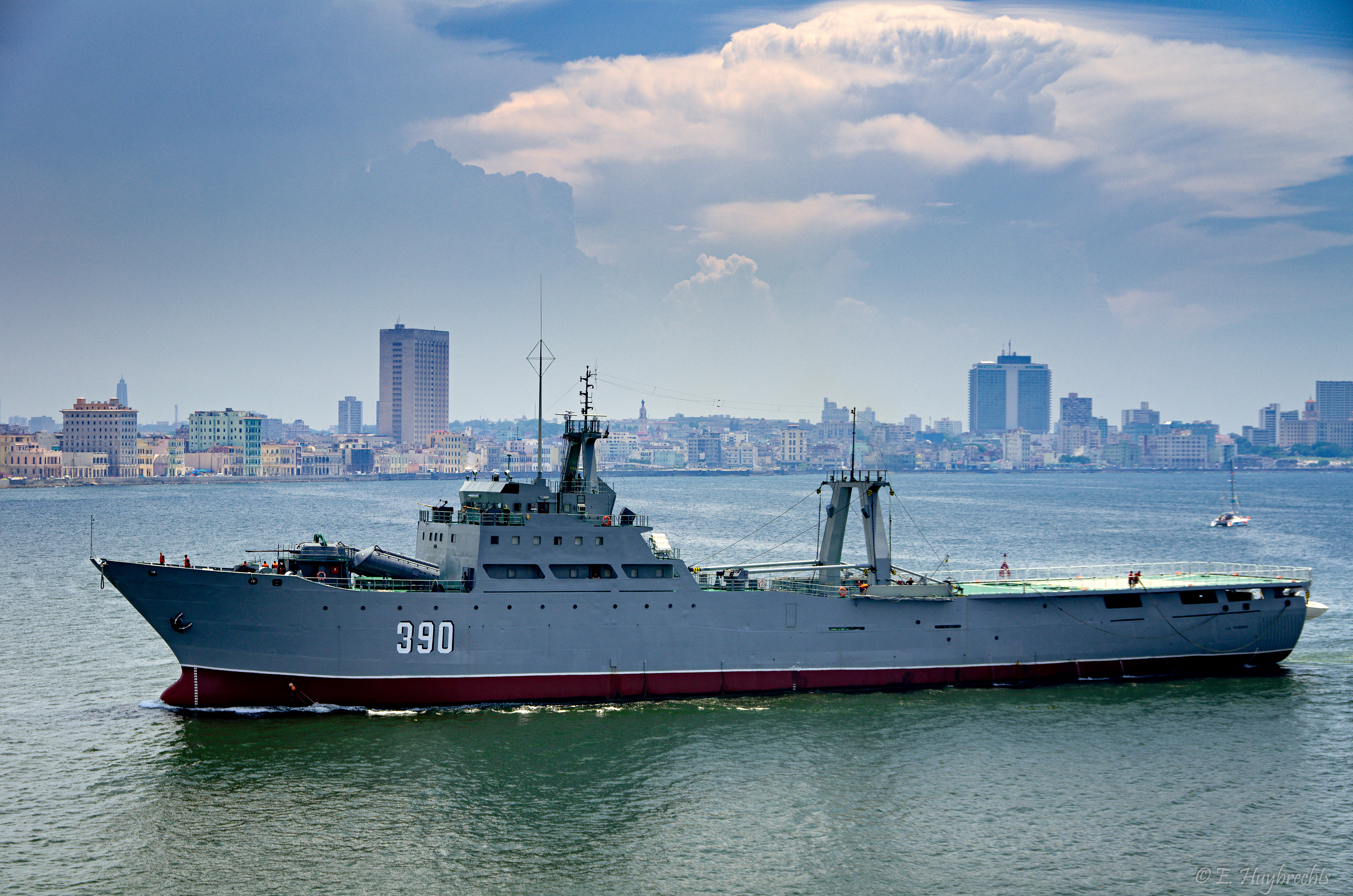
Rio Damuji巡防艦
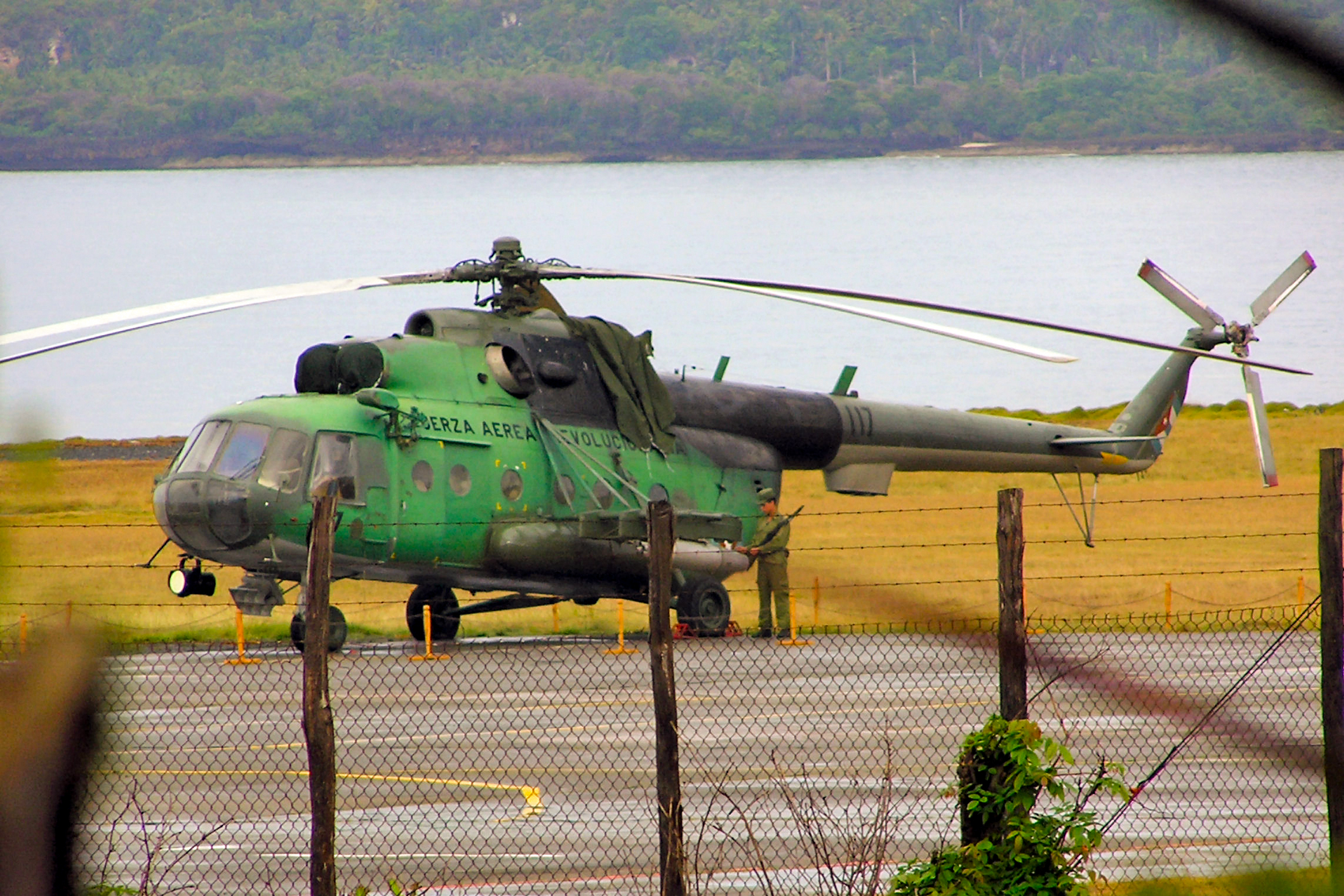
mi-7直升機
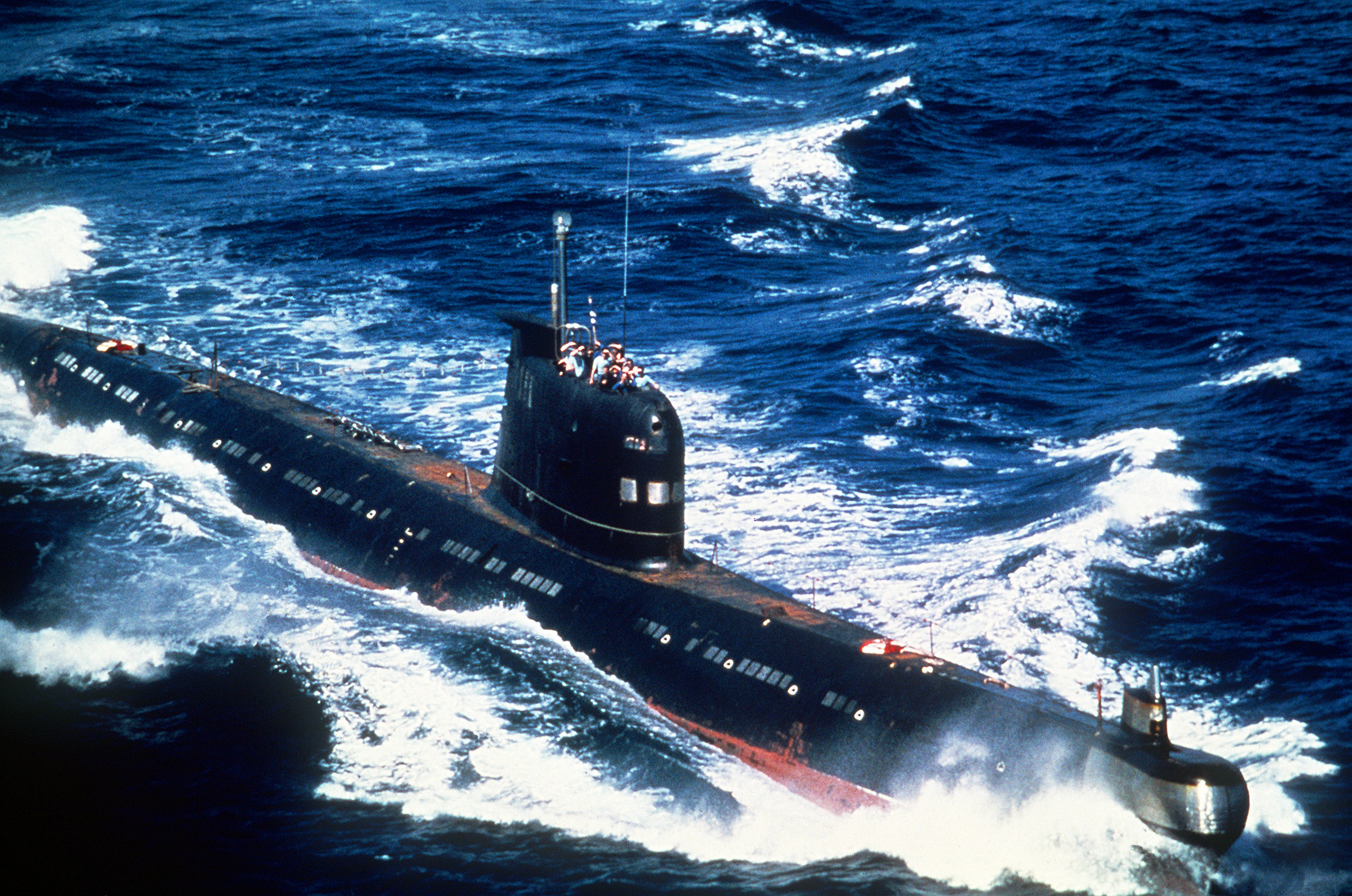
641型潛艇
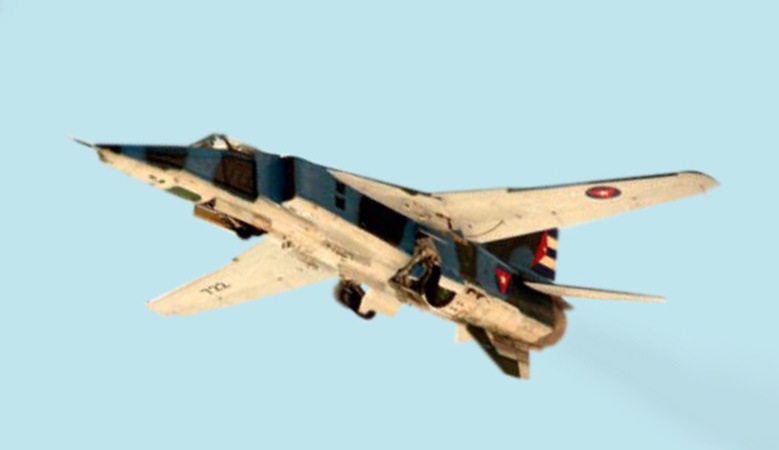
米格-27攻擊機
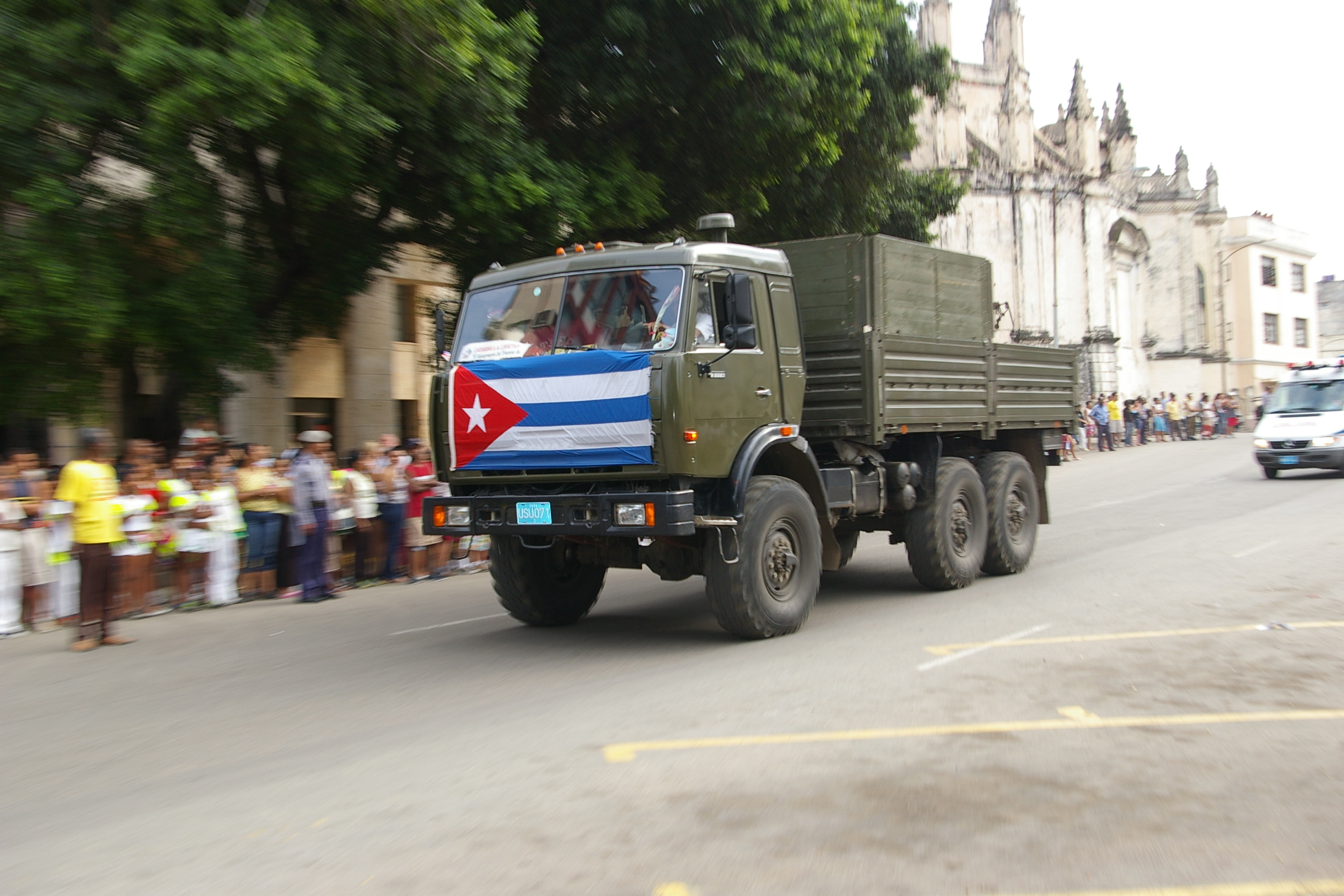
军用卡车
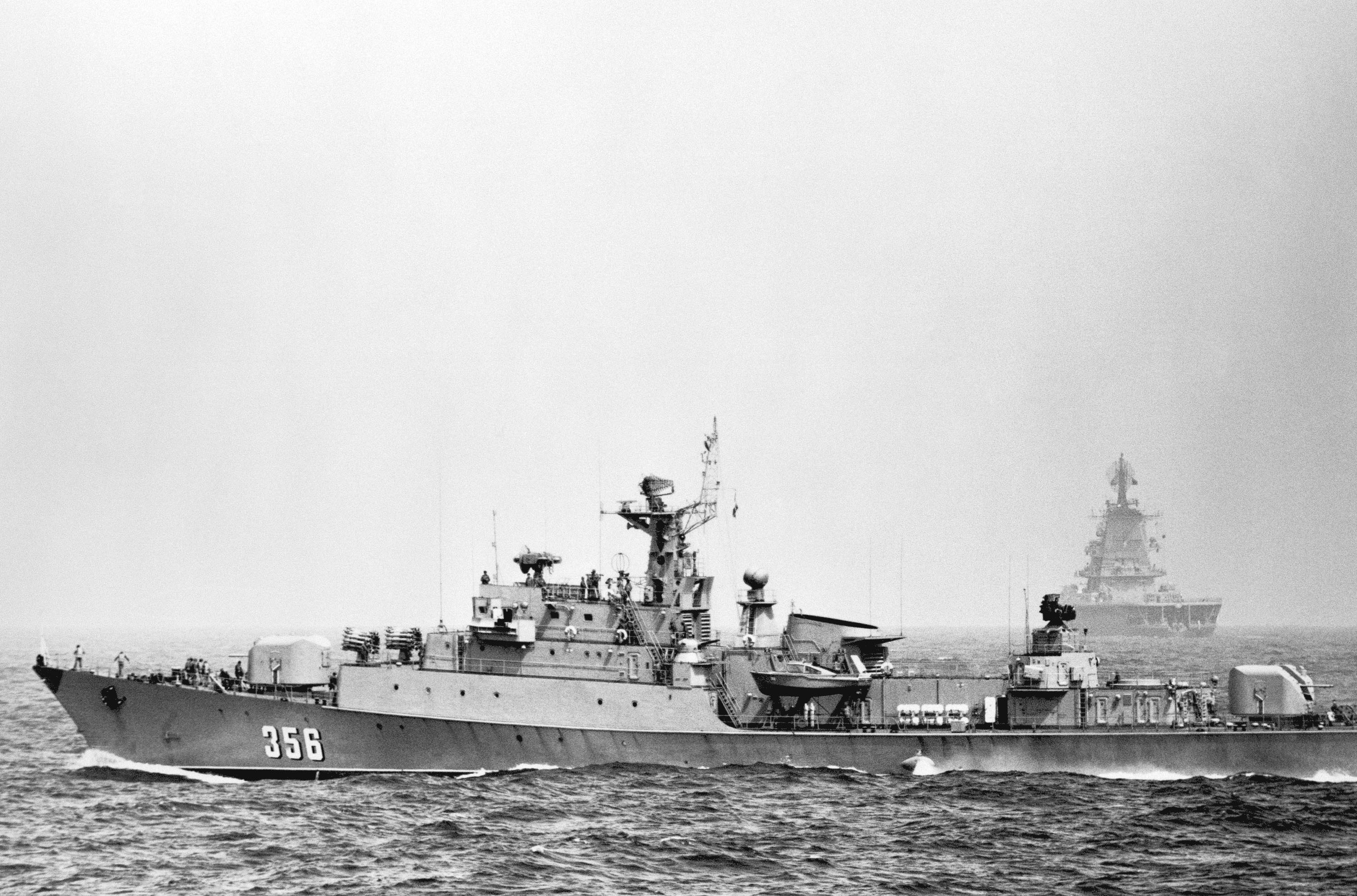
1159-T巡防艦

## 外部連結
- （西班牙文） Official site of the Revolutionary Armed Forces（页面存档备份，存于）
- Foro Militar General (Cuban military forum)（页面存档备份，存于）
- （西班牙文） Cuban Air Force（页面存档备份，存于）
- （西班牙文） Secretos de Generales on Granma site
- Cuban Armed Forces Review
- （页面存档备份，存于）
- Map showing AFBs in Cuba（页面存档备份，存于）